# Sphingicampa thiaucourti
Sphingicampa thiaucourti är en fjärilsart som beskrevs av Lemaire 1975. Sphingicampa thiaucourti ingår i släktet Sphingicampa och familjen påfågelsspinnare. Inga underarter finns listade i Catalogue of Life.